# Seignelay
 Seignelay  ist eine französische Gemeinde mit 1460 Einwohnern (Stand 1. Januar 2022) im Département Yonne in der Region Bourgogne-Franche-Comté; sie gehört zum Arrondissement Auxerre und zum Kanton Saint-Florentin.
Nachbargemeinden von Seignelay sind Hauterive im Norden, Héry im Osten, Monéteau im Süden, Gurgy im Südwesten, Chemilly-sur-Yonne im Westen und Beaumont im Nordwesten.

## Bevölkerungsentwicklung
| Jahr      | 1962 | 1968 | 1975 | 1982 | 1990 | 1999 | 2007 |
| Einwohner | 1047 | 1042 | 1132 | 1485 | 1538 | 1546 | 1583 |

## Sehenswürdigkeiten
- Kirche Saint-Martial (10. und 16./17. Jahrhundert, Monument historique)
- Markthalle (17. Jahrhundert, Monumen historique)
- Ehemaliges Hospital (17./18. Jahrhundert)

## Persönlichkeiten
- Guillaume de Seignelay, 1207–1220 Bischof von Auxerre, Bischof von Paris 1220–1223
- Manassès de Seignelay, dessen Bruder, Bischof von Orléans
- Jean-Baptiste Colbert, marquis de Seignelay (1651–1690), Marineminister und Minister des königlichen Haushalts
- Henri Joly (1839–1925), Soziologe und Philosoph, starb in Seignelay